# Rhorus laophilus
Rhorus laophilus är en stekelart som först beskrevs av Heinrich 1953.  Rhorus laophilus ingår i släktet Rhorus och familjen brokparasitsteklar. Arten är reproducerande i Sverige. Inga underarter finns listade i Catalogue of Life.